# Liste von Pfarrhäusern in Bayern
Diese Seite enthält eine Liste von Pfarrhäusern, Pfarrhöfen, Kaplanshäuser, Mesnerhäuser, Benefiziatenhäuser, Prälaturen etc. die einen ähnlichen Zweck erfüllten. Die Liste ist unterteilt in die Regierungsbezirke von Bayern. Sie umfasst viele denkmalgeschützte Gebäude, ist jedoch nicht darauf beschränkt, um den architektonischen und kirchlichen Wandel im Laufe der Geschichte zu verdeutlichen. Ungeachtet davon ist die heutige Nutzung des Gebäudes. Die Liste enthält sowohl Gebäude, die früher als Pfarrhaus genutzt wurden und heute einem anderen Zweck dienen, als auch umgekehrt. Geographisch beschränkt sich die Liste auf Pfarrhäuser in Bayern und ist zusätzlich nach Regierungsbezirken und weiterhin in die jeweiligen Landkreise unterteilt, um regionalen Gegebenheiten Rechnung zu tragen.

## Hintergrund
Das Pfarrhaus (bei größeren, umfriedeten historischen Gebäudekomplexen auch der Pfarrhof mit Pfarrscheune) wurde historisch auch als Wittum (Widum, Wittum, Wiedenhof) oder „Archipresbyterat“, „Presbyterat“, „Archidiakonat“ bzw. „Diakonat“ bezeichnet. In evangelischen Gemeinden ist auch der Begriff Pastorat oder Pastorenhaus geläufig.
Pfarrhäuser dienten traditionell als Wohn- und Arbeitsstätte des Pfarrers und standen in der Regel in unmittelbarer Nähe der Kirche. Sie symbolisierten den engen Bezug des Seelsorgers zur Gemeinde und zur Pfarrei. Über Jahrhunderte hinweg spielten sie eine zentrale Rolle im religiösen und sozialen Leben des Dorfes oder der Stadt. Pfarrhäuser boten nicht nur Wohnraum für den Pfarrer, sondern oft auch Platz für die Verwaltung der Pfarrei. In manchen Fällen waren sie Begegnungsstätten, in denen kirchliche Feste vorbereitet wurden oder Gemeindemitglieder Rat bei ihrem Pfarrer suchten. Pfarrhäuser hatten darüber hinaus häufig eine repräsentative Funktion. Je wohlhabender eine Gemeinde war, umso prunkvoller waren häufig auch die Pfarrhäuser. Sie repräsentierten den geistlichen Einfluss und die Beständigkeit der Kirche innerhalb der Gemeinde. Häufig wurden sie solide und in prominenter Lage gebaut, um die Bedeutung des Pfarrers zu unterstreichen, der früher häufig aus besser situierten Familie stammte. Auf Prunk und Luxus wollte man häufig auch als Seelsorger nicht verzichten.

## Architektonische Merkmale
Die Architektur bayerischer Pfarrhäuser variierte stark je nach Epoche, Region und Wohlstand der Gemeinde, doch einige allgemeine Merkmale sind oft zu finden. Pfarrhäuser waren und sind mit wenigen Ausnahmen fast immer zweigeschossig, sehr selten eingeschossig. Ausnahmen finden sich in Städten. Dort sind Pfarrhäuser mitunter auch mehrgeschossig. Regionale Auffälligkeiten gibt es auch bei den Dachformen. Tendieren in den nördlichen Regierungsbezirken Ober-, Mittel-, Unterfranken und der Oberpfalz eher Walm- oder Krüppelwalmdächer bevorzugt worden zu sein, bevorzugte man in den südlichen Regierungsbezirken Schwaben, Oberbayern und Niederbayern eher Satteldächer.

### Barock und Rokoko (17. bis 18. Jahrhundert)
Viele ältere Pfarrhäuser, vor allem in ländlichen Gegenden, wurden im Barock- oder Rokoko-Stil errichtet. Sie zeichnen sich durch ihre repräsentative Bauweise aus, oft mit symmetrischen Fassaden, dekorativen Giebeln und Pilastern. In barocken Pfarrhäusern findet man häufig Stuckverzierungen, massive Holztüren und Fensterläden. Häufig findet man an diesen Gebäuden anspruchsvolle Walm- oder Mansarddächern, im ländlichen Raum mit unter auch mit Aufzugsgiebeln. Während Barocke Pfarrhäuser oft imposante, symmetrische Fassaden mit klaren Linien zeigen und häufig rustizierte (grob behauene) Sockelzonen und dramatische Elemente wie große Giebel, Pilaster und Fenster mit üppiger Rahmung nutzen, wirken Rokoko-Fassaden filigraner und haben meist weniger strenge Symmetrien. Die Dekoration ist oft detailreich, etwa in Form von Stuckarbeiten um Fenster und Türen. Die Fassaden sind heller, mit Pastellfarben und weichen Formen. In einigen Regionen findet man beispielsweise verschindelte Fassaden, Sichtfachwerk und Dächer mit flacher Neigung die auf die lokalen Gegebenheiten Rücksicht nehmen und sich vom allgemeinen Baustil zu dieser Zeit unterscheiden.

### Klassizismus (Ende 18. bis Mitte 19. Jahrhundert)
In der Zeit des Klassizismus wurden Pfarrhäuser schlichter und klarer in ihren Formen. Die Fassaden waren weniger prunkvoll, aber oft harmonisch gestaltet, mit Betonung auf Funktionalität und ausgewogenen Proportionen. Typisch sind rechteckige Gebäude mit schlichten Fassaden und oft einem Giebeldach.

### Heimatstil (Ende 19. bis Anfang 20. Jahrhundert)
Pfarrhäuser wurden vermehrt im sogenannten „Heimatstil“ gebaut, einer Rückbesinnung auf traditionelle Bauformen. Diese Häuser passen sich gut in die ländliche Umgebung ein und nutzen oft regionale Baumaterialien wie Holz oder Ziegel. Charakteristisch sind steile Dächer, große Fenster und Balkone sowie handwerkliche Details wie geschnitzte Holzelemente.

### Neoklassizismus – Jugendstil – Art déco
Obwohl der Neoklassizismus in früheren Jahrhunderten einen gewissen Einfluss auf bayerische Pfarrhäuser hatte, blieben der Jugendstil und der Art déco / Expressionismus aufgrund der konservativen und traditionellen Rolle der Kirche weitgehend unbedeutend für Pfarrhäuser. Der Heimatstil war die bevorzugte Bauweise für Pfarrhäuser, besonders in ländlichen Gegenden Bayerns, und stellte sicher, dass diese Gebäude sich harmonisch in ihre Umgebung einfügten.

### Gegenwart und Moderne
In der Moderne wurden Pfarrhäuser oft nüchterner und funktionaler gestaltet, wobei der praktische Wohn- und Arbeitsraum im Vordergrund stand. Man findet hier eine klare, reduzierte Architektur, die sich manchmal an den internationalen Stil anlehnt. Neuere Pfarrhäuser sind häufig an moderne Bedürfnisse angepasst, zum Beispiel mit zusätzlichen Räumen für Gemeindeaktivitäten oder Büroräume für das Pfarrbüro.

## Liste der Pfarrhäuser nach Regierungsbezirken in Bayern
Wegen der großen Anzahl an Pfarrhäusern wurde die Liste nach Regierungsbezirken aufgeteilt.
| Lage | Regierungsbezirk | Gliederung                     | Liste der Pfarrhäuser                            |
| ---- | ---------------- | ------------------------------ | ------------------------------------------------ |
|      | Oberbayern       | Landkreise / Kreisfreie Städte | Liste von Pfarrhäusern in Bayern (Oberbayern)    |
|      | Niederbayern     | Landkreise / Kreisfreie Städte | Liste von Pfarrhäusern in Bayern (Niederbayern)  |
|      | Oberpfalz        | Landkreise / Kreisfreie Städte | Liste von Pfarrhäusern in Bayern (Oberpfalz)     |
|      | Oberfranken      | Landkreise / Kreisfreie Städte | Liste von Pfarrhäusern in Bayern (Oberfranken)   |
|      | Mittelfranken    | Landkreise / Kreisfreie Städte | Liste von Pfarrhäusern in Bayern (Mittelfranken) |
|      | Unterfranken     | Landkreise / Kreisfreie Städte | Liste von Pfarrhäusern in Bayern (Unterfranken)  |
|      | Schwaben         | Landkreise / Kreisfreie Städte | Liste von Pfarrhäusern in Bayern (Schwaben)      |